# Ronde van Spanje 2020/Achttiende etappe
De achttiende etappe van de Ronde van Spanje 2020 werd verreden op 8 november tussen Hipódromo de la Zarzuela en Madrid. 
| Hipódromo de la Zarzuela – Madrid (125,4 km) |                             |                        |          |
| Plaats                                       | Naam                        | Ploeg                  | Tijd     |
| 1                                            | Pascal Ackermann            | BORA-hansgrohe         | 3u28'13" |
| 2                                            | Sam Bennett                 | Deceuninck–Quick-Step  | z.t.     |
| 3                                            | Max Kanter                  | Team Sunweb            | z.t.     |
| 4                                            | Jasper Philipsen            | UAE Team Emirates      | z.t.     |
| 5                                            | Jasha Sütterlin             | Team Sunweb            | z.t.     |
| 6                                            | Emmanuel Morin              | Cofidis                | z.t.     |
| 7                                            | Reinardt Janse van Rensburg | NTT Pro Cycling        | z.t.     |
| 8                                            | Lorrenzo Manzin             | Total Direct Energie   | z.t.     |
| 9                                            | Robert Stannard             | Mitchelton-Scott       | z.t.     |
| 10                                           | Jon Aberasturi              | Caja Rural-Seguros RGA | z.t.     |
|                                              |                             |                        |          |
| 25                                           | Wout Poels                  | Bahrain McLaren        | z.t.     |

| Algemeen klassement |                     |                        |            |
| Plaats              | Naam                | Ploeg                  | Tijd       |
| Rode trui           | Primož Roglič       | Team Jumbo-Visma       | 72u46'12"  |
| 2                   | Richard Carapaz     | Team INEOS Grenadiers  | + 24"      |
| 3                   | Hugh Carthy         | EF Education First     | + 1'15"    |
| 4                   | Daniel Martin       | Israel Start-Up Nation | + 2'43"    |
| 5                   | Enric Mas           | Movistar Team          | + 3'36"    |
| 6                   | Wout Poels          | Bahrain McLaren        | + 7'16"    |
| 7                   | David de la Cruz    | UAE Team Emirates      | + 7'35"    |
| 8                   | David Gaudu         | Groupama-FDJ           | + 7'45"    |
| 9                   | Felix Großschartner | BORA-hansgrohe         | + 8'15"    |
| 10                  | Alejandro Valverde  | Movistar Team          | + 9'34"    |
|                     |                     |                        |            |
| 24                  | Kobe Goossens       | Lotto Soudal           | + 1u02'57" |

## Opgaves
- Davide Formolo (UAE Team Emirates): Niet gestart wegens privéredenen

1e etappe ·
2e etappe ·
3e etappe ·
4e etappe ·
5e etappe ·
6e etappe ·
7e etappe ·
8e etappe ·
9e etappe ·
10e etappe ·
11e etappe ·
12e etappe ·
13e etappe ·
14e etappe ·
15e etappe ·
16e etappe ·
17e etappe ·
18e etappe
Startlijst · Eindstanden · Afbeeldingen